# Lebiasina yuruaniensis
Lebiasina yuruaniensis är en fiskart som beskrevs av Ardila Rodríguez 2000. Lebiasina yuruaniensis ingår i släktet Lebiasina och familjen Lebiasinidae. Inga underarter finns listade i Catalogue of Life.